# Misil II
Misil II, eller Hallberg-Rassy 24, är en segelbåt 
Den är 7,35 m lång och 2,30 m bred. Dess förhållandevis långa fenköl av inplastat järn har ett djupgående på 1,20 m. Båten har en förpik med två kojer, salong med två britsar på 190 cm, tvärställt pentry med spis och vattenpump vid nedgången. Misil II finns i två utföranden: före eller efter segelnummer ~220. Den tidigare konstruktionen hade rorkulten längre in i sittbrunnen, medan den på den senare är placerad längre ut i aktern. Storskotskenan är på den senare modellen monterad på ett sätt som tar upp utrymme i sittbrunnen.
Misil II är ritad av Olle Enderlein för Harry Hallbergs varv, senare Hallberg-Rassy i Ellös på Orust. Modellen presenterades på marknaden 1972 och tillverkades i 596 exemplar, 1974–1977 av Hallberg-Rassy. Presentationsåret vann båten tidskriften Båtnytts utnämning Årets båt.
De flesta exemplaren är byggda för att drivas med utombordare, men det finns även exemplar med inombordare. Föregångaren var Misil I, en båt som gjordes i syfte att bli en förnäm liten havskappseglare. De första exemplaren byggdes i trä, flertalet med skrov i plast och överbyggnad i trä. 
Misil II anses vara av mycket hög kvalitet med mycket trädetaljer invändigt. Seglingsegenskaperna anses vara lugna och stabila. I jämförelse med båtar i samma storlek (24 fot) är hon inte snabb, men med LYS på 0,98 seglar hon i måttlig fart i jämförelse med andra familjebåtar.